# Scissurella rota
Scissurella rota is een slakkensoort uit de familie van de Scissurellidae. De wetenschappelijke naam van de soort is voor het eerst geldig gepubliceerd in 1983 door Yaron.